# 欧若拉 (女团成员)
欧若拉（1997年1月14日—），中国女歌手、舞者，生於陕西省西安市，为韩国女团前Nature组合成员。

## 名字
欧若拉（Aurora），原名为杨斓。2018年，在韩国女团Nature出道，并改其中文艺名王梦妤，英文艺名Aurora。

## 经历
为前etm活力时代练习生，前音悦stage练习生。
2016年，以原名杨斓参加湖南卫视《夏日甜心》。
2018年，随Nature发布出道单曲專辑《心情好》及主打歌《Allegro Cantabile (너의 곁으로)》。
2020年，以艺名“欧若拉”，参加爱奇艺《青春有你2》。
2020年6月3日出演山河令在劇中扮演谷妙妙，主角溫客行的母親，溫如玉的妻子。

## 音樂作品

### 青春有你2时期
| 发行时间 | 歌曲名称（歌曲说明）                      | 原唱者          |
| -------- | ----------------------------------------- | --------------- |
| 2020     | 《愛的主打歌》（初评级舞台）              | 蕭亞軒          |
| 2020     | 《让世界充满爱》（全体训练生共唱公益歌曲) | 群星            |
| 2020     | 《破风（The Eve)》（位置测评歌曲）        | EXO             |
| 2020     | 《Yes! Ok!》（《青春有你2》主题曲)        | 青春有你2训练生 |

## 影視作品

### 電視劇
| 年份 | 電視台/平台 | 劇名       | 角色                | 性質     |
| ---- | ----------- | ---------- | ------------------- | -------- |
| 2020 | 優酷        | 山河令     | 谷妙妙              |          |
| 2023 | tvN         | 神聖的偶像 | 「Queen Cross」成員 | 特別出演 |

## 外部連結
- 欧若拉的新浪微博